# Cosma Orsini
Cosma Orsini OSB (ur. w XV wieku w Rzymie, zm. 21 listopada 1481 w Bracciano) – włoski kardynał.

## Życiorys
Urodził się w latach 20. XV wieku w Rzymie, jako syn Gentilego Miglioratiego i Eleny Orsini. Wstąpił do zakonu benedyktynów i przyjął święcenia kapłańskie. 1 kwietnia 1478 roku został wybrany arcybiskupem Trani. 15 maja 1480 roku został kreowany kardynałem prezbiterem i otrzymał kościół tytularny San Sisto. Zmarł 21 listopada 1481 roku w Bracciano.